# Joyeux
Joyeux és un comú francès al departament de l'Ain (regió d'Alvèrnia-Roine-Alps). L'any 2007 tenia 230 habitants.

## Urbanisme

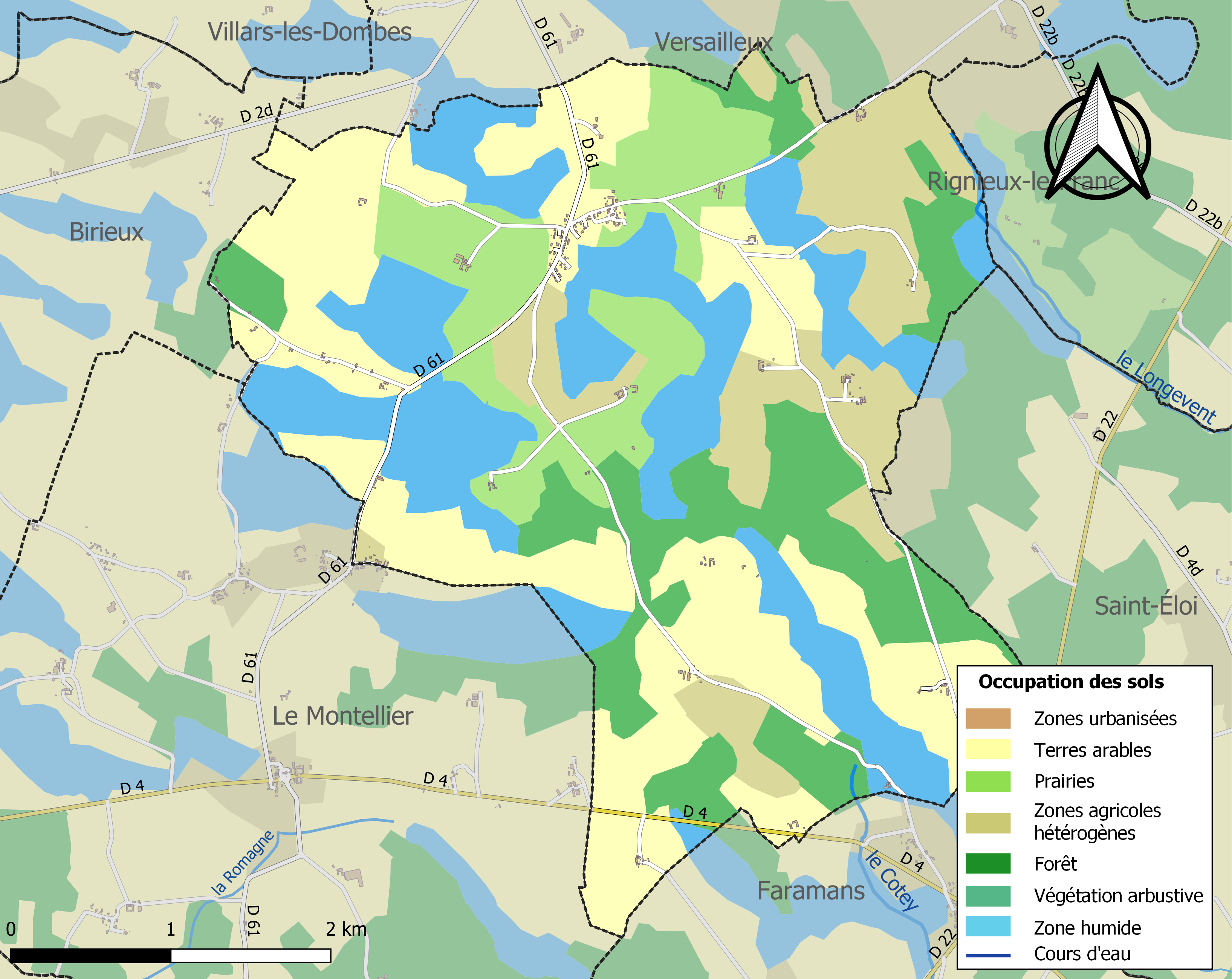
Mapa d'infraestructures i usos del sòl del comú l'any 2018 (CLC).

Joyeux és un comú rural, ja que és un dels comuns poc o molt poc poblats, en el sentit de la quadrícula de densitat comunal de l'INSEE. El comú també es troba a l'àrea d'atracció de Lió, essent-ne un dels comuns de la corona. Aquesta zona, que inclou 398 comuns, es classifica en àrees amb 700.000 habitants o més (excloent París).
L'ús dels sòls del comú, tal com es desprèn de la base de dades biofísica europea de cobertures del sòl CORINE Land Cover (CLC), està marcat per la importància del sòl agrícola (59,9 % en 2018), una proporció pràcticament idèntica al de 1990 (59,8 %). La distribució detallada l'any 2018 és la següent: terres de conreu (32 %), aigües continentals (23,5 %), boscos (16,7 %), zones agrícoles heterogènies (14,8 %), prats (13,1 %).
L'IGN també ofereix una eina en línia per comparar l'evolució en el temps de l'ús del sòl al comú (o territoris a diferents escales). S'hi poden accedir en forma de mapes o fotografies aèries diverses èpoques: la Carta Cassini (segle xviii), la carte d'état-major (1820-1866) i el període actual (des del 1950).

## Demografia

### Població
El 2007 la població de fet de Joyeux era de 230 persones. Hi havia 84 famílies de les quals 12 eren unipersonals (4 homes vivint sols i 8 dones vivint soles), 28 parelles sense fills, 36 parelles amb fills i 8 famílies monoparentals amb fills.
La població ha evolucionat segons el següent gràfic:

### Habitatges
El 2007 hi havia 108 habitatges, 86 eren l'habitatge principal de la família, 13 eren segones residències i 9 estaven desocupats. 103 eren cases i 3 eren apartaments. Dels 86 habitatges principals, 47 estaven ocupats pels seus propietaris, 36 estaven llogats i ocupats pels llogaters i 3 estaven cedits a títol gratuït; 1 tenia una cambra, 2 en tenien dues, 8 en tenien tres, 20 en tenien quatre i 55 en tenien cinc o més. 70 habitatges disposaven pel capbaix d'una plaça de pàrquing. A 32 habitatges hi havia un automòbil i a 51 n'hi havia dos o més.

### Piràmide de població
La piràmide de població per edats i sexe el 2009 era:
| Homes | Edats   | Dones |
| ----- | ------- | ----- |
| 0     | 95 o +  | 0     |
| 0     | 90 a 94 | 0     |
| 0     | 85 a 89 | 0     |
| 0     | 80 a 84 | 4     |
| 0     | 75 a 79 | 0     |
| 8     | 70 a 74 | 4     |
| 8     | 65 a 69 | 4     |
| 0     | 60 a 64 | 4     |
| 8     | 55 a 59 | 0     |
| 12    | 50 a 54 | 16    |
| 4     | 45 a 49 | 0     |
| 12    | 40 a 44 | 4     |
| 4     | 35 a 39 | 8     |
| 12    | 30 a 34 | 12    |
| 8     | 25 a 29 | 4     |
| 4     | 20 a 24 | 8     |
| 4     | 15 a 19 | 4     |
| 4     | 10 a 14 | 8     |
| 28    | 5 a 9   | 8     |
| 8     | 0 a 4   | 12    |

## Economia
El 2007 la població en edat de treballar era de 158 persones, 118 eren actives i 40 eren inactives. De les 118 persones actives 107 estaven ocupades (62 homes i 45 dones) i 11 estaven aturades (4 homes i 7 dones). De les 40 persones inactives 16 estaven jubilades, 13 estaven estudiant i 11 estaven classificades com a «altres inactius».

### Ingressos
El 2009 a Joyeux hi havia 83 unitats fiscals que integraven 222 persones, la mediana anual d'ingressos fiscals per persona era de 21.310 €.

### Activitats econòmiques
Dels 5 establiments que hi havia el 2007, 1 era d'una empresa de fabricació d'altres productes industrials, 1 d'una empresa de construcció, 1 d'una empresa d'hostatgeria i restauració i 2 d'empreses de serveis.
Dels 2 establiments de servei als particulars que hi havia el 2009, 1 era una lampisteria i 1 restaurant.
L'any 2000 a Joyeux hi havia 14 explotacions agrícoles que ocupaven un total de 784 hectàrees.

## Equipaments sanitaris i escolars
El 2009 hi havia una escola elemental integrada dins d'un grup escolar amb les comunes properes formant una escola dispersa.

## Poblacions properes
El següent diagrama mostra les poblacions més properes.